# Nowaja Piżmar
Nowaja Piżmar (ros. Новая Пижмарь) – wieś (dieriewnia) w Rosji, w Mari El, w rejonie mari-turieckim. W 2010 liczyła 112 mieszkańców.